# Necronomicon (pel·lícula)
Necronomicon (Necronomicon - Geträumte Sünden, Succubus o Les yeux verts du diable en les seves versions internacionals) és una pel·lícula de terror i eròtica dirigida per Jesús Franco Manera estrenada el 1968. Destaca per ser la primera pel·lícula en la trajectòria del realitzador íntegrament produïda i rodada fora d'Espanya. Ha estat doblada al català.

## Trama
Lorna Green és una jove i exuberant dona que treballa com a ballarina en un dels clubs nocturns més de moda a Lisboa: el Nov Club. El rol de Green és participar en un espectacle de caràcter sadomasoquista que culmina amb un assassinat simulat. Les seves actuacions tenen un gran èxit entre el públic però, a poc a poc, Lorna comença a deixar-se influenciar mentalment pel seu personatge i comença a perdre el contacte entre la realitat i la ficció. El seu representant, Bill Mulligan, intentarà ajudar-la sense saber que buscar les causes del comportament de Lorna es convertirà en un malson del qui ningú podrà escapar.

## Repartiment
- Janine Reynaud - Lorna Green
- Jack Taylor - William Francis Mulligan
- Adrian Hoven - Ralf Drawes
- Howard Vernon - Almirall Kapp
- Nathalie Nort - Bella Olga
- Michel Lemoine - Pierce
- Pier A. Caminnecci - Hermann
- Américo Coimbra - Actor crucificat
- Lina De Wolf
- Eva Brauner
- Jesús Franco - Escriptor
- Karl Heinz Mannchen - Invitat a la festa
- Daniel White - Pianista

## Producció
Després del fracàs en taquilla de la seva anterior pel·lícula, Lucky el Intrèpido, Jesús Franco coneix al productor vienès Adrian Hoven. Immediatament comencen una col·laboració que, amb el suport de Karl Hein Mannchen, cristal·litza en aquest primer projecte. Amb un pressupost molt escàs Franco, Hoven i Mannchen van aconseguir el suport financer de Pier A. Caminnecci per a finalitzar el rodatge. Caminnecci, empresari desvinculat de l'activitat cinematogràfica, va obtenir per la seva aportació els drets internacionals de la pel·lícula. Tabnateux la pel·lícula va rebre un ampli acolliment en els mercats internacionals estrenant-se, a més d'Alemanya, als Estats Units, Itàlia, Dinamarca o la Unió Soviètica.
El rodatge es va dur a terme amb un reduït equip artístic. Filmat a cavall entre Berlín i Lisboa, dos de les localitzacions habituals des de llavors en la filmografia del realitzador, Necronomicon no va comptar amb un guió a l'ús ja que només Jesús Franco coneixia el desenvolupament de la trama. No obstant això, per la temàtica mostrada i la posada en escena, la pel·lícula no té cap vinculació amb la novel·la fictícia homònima ideada per l'escriptor H. P. Lovecraft.

## Recepció
Necronomicon obté, en general, valoracions mitjanes en els portals d'informació cinematogràfica i les webs especialitzades. Els usuaris d'IMDb li atorguen una puntuació de 5,6 sobre 10 amb 803 vots.
| «                                          | "Delirant, gairebé sense trama, i com si fos un viatge amb LSD inspirat pel Dimoni. Després d'una sorprenent obertura de caràcter sadomasoquista, que no és el que sembla, ens movem cap a un enfocament suau i somiem o imaginem o recordem. Abunden les referències literàries i cinematogràfiques i, de fet, aquesta és la pel·lícula de Franco que el propi Fritz Lang va elogiar. Bella i fascinant la pel·lícula es desenvolupa a un ritme pausat però té una riquesa dins de cada plec. Una pel·lícula rara per a deixar-se portar." | » |
| — Crítica de Christopher Underwood en IMDB | |   |

A FilmAffinity Espanya obté una puntuació de 4,4 sobre 10 amb 218 vots.
| «                                  | "Necronomicon passa per ser el seu perfectament legítim film de culte, una de les més torbadores i fascinants pel·lícules de l'autor i un capdavanter títol del cinema eròtic/bizarre de la Història. Estem davant un cocktail viscós de sexe, violència, fetitxisme i sensualitat, presidit per una imponent, meravellosa i bellíssima Janine Reynaud, sota una atmosfera prenyada d'insinuació, irrealitat, imaginació i enfigassament brut, surrealista i original. Sense argument pràcticament, pròpiament dit, pot veure's com la història d'una dona vampiritzada pel seu propi personatge (artista de cabaret) i per un misteriós home i, d'altra banda, la història d'un amor inagafable, perillós, eteri, entre aquesta i la seva manager (Taylor, molt bé també)." | » |
| — Crítica de Kafka en FilmAffinity | |   |